# Pocillopora ligulata
Pocillopora ligulata là một loài san hô trong họ Pocilloporidae. Loài này được Dana mô tả khoa học năm 1846.